# 蓬萊橋 (福島市)
蓬萊橋（ほうらいばし）は、福島県福島市の阿武隈川に架かる一級市道42号南向台黒岩線（都市計画道路小倉寺大森線）の道路橋である。

## 概要データ
- 全長：142.5 m
- 幅員：15.8 m
- 形式：3径間連続非合成鋼箱桁橋
- 竣工：1991年（平成3年）3月28日[2]

## 概要の詳細
福島市街地南部の一級河川阿武隈川に架かり、東詰は小倉寺字加登内、西詰は黒岩字房ノ内に位置する。東詰では旧国道114号富岡街道（現市道10001号岩下金仏線）と接続する。福島市街地南端部を東西に貫く幹線道路の一部として機能している。
1931年（昭和6年）にそれまでの舟橋からコンクリート永久橋への架替えが行われ、全長136 m、幅員6 mのRCゲルバー橋が4月に現在の架設地のやや上流側にあたる箇所に開通した。以後福島市街地南部と富岡街道を介し飯野町、川俣町を結ぶ役割を担っていたが、1984年（昭和59年）から東側の高台に南向台ハイタウンが開発され、当橋梁が市街地から住宅街への表玄関として機能することとなった。周辺人口の増加による交通量の増加と構体の老朽化のために現在地に架替えが行われ、1991年（平成3年）3月8日に竣工式が執り行われた。
橋名の由来は、当地よりも上流にある阿武隈峡の蓬萊岩から。同様にして名付けられた施設として蓬萊ダムや蓬萊団地が挙げられる。

## 隣の橋
阿武隈川
（上流） - 逢隈橋 - 上蓬萊橋 - 蓬萊橋 - （阿武隈川水管橋） - 弁天橋 - （下流）